# Mesoleius tricoloripes
Mesoleius tricoloripes är en stekelart som beskrevs av Costa 1886. Mesoleius tricoloripes ingår i släktet Mesoleius och familjen brokparasitsteklar. Inga underarter finns listade i Catalogue of Life.